# Liste der Baudenkmale in Dragun
In der Liste der Baudenkmale in Dragun sind alle denkmalgeschützten Bauten der mecklenburgischen Gemeinde Dragun und ihrer Ortsteile aufgelistet. Grundlage ist die Veröffentlichung der Denkmalliste des Kreises Nordwestmecklenburg mit dem Stand vom 16. September 2020.

## Baudenkmale nach Ortsteilen

### Drieberg-Hof
| ID  | Lage                  | Bezeichnung   | Beschreibung | Bild |
| --- | --------------------- | ------------- | ------------ | ---- |
| 287 | Gadebuscher Straße 20 | ehem. Meierei |              |      |

### Neu Dragun
| ID  | Lage       | Bezeichnung     | Beschreibung | Bild |
| --- | ---------- | --------------- | ------------ | ---- |
| 965 | Waldstraße | ehem. Forsthaus |              |      |

### Vietlübbe
| ID   | Lage               | Bezeichnung                                                  | Beschreibung | Bild                                                         |
| ---- | ------------------ | ------------------------------------------------------------ | ------------ | ------------------------------------------------------------ |
| 1433 | Dorfstraße (Karte) | Pfarrhaus                                                    |              | Pfarrhaus                                                    |
| 1435 | (Karte)            | Kirche m. Tumba Kurt von Leers u. Familiengrabstätte Rudloff |              | Kirche m. Tumba Kurt von Leers u. Familiengrabstätte Rudloff |
| 1436 |                    | Kriegerdenkmal 1914/1918                                     |              |                                                              |

## Ehemalige Baudenkmale

### Dragun
| ID | Lage                      | Bezeichnung              | Beschreibung                         | Bild |
| -- | ------------------------- | ------------------------ | ------------------------------------ | ---- |
|    | 53°42'20.2"N 11°12'59.1"E | Kriegerdenkmal 1914/1918 | Denkmalsstein an einer Eiche gelegen |      |

### Drieberg-Dorf
| ID  | Lage                 | Bezeichnung | Beschreibung                    | Bild |
| --- | -------------------- | ----------- | ------------------------------- | ---- |
| 285 | Schweriner Straße 14 | Bauernhaus  | gestrichen am 10. Dezember 1996 |      |
| 286 | Schweriner Straße 15 | Bauernhaus  | gestrichen am 10. Dezember 1996 |      |

### Vietlübbe
| ID   | Lage    | Bezeichnung               | Beschreibung                                                                                               | Bild                      |
| ---- | ------- | ------------------------- | --- | ------------------------- |
| 1434 | (Karte) | Gutshaus mit Nebengebäude | Ruinöser, 2-gesch., 9-achs. Putzbau mit Mittelrisalit, diente mehrere Jahrzehnte als 8-klassige Oberschule | Gutshaus mit Nebengebäude |

## Quelle
Denkmalliste des Landkreises Nordwestmecklenburg (Stand: 9. November 2023; PDF, 1,2 MByte)
- Karte mit allen Koordinaten:
- OSM |
- WikiMap